# Principi Apostolorum Petro
Mit der Enzyklika Principi apostolorum Petro von Papst Benedikt XV., die am 5. Oktober 1920 veröffentlicht wurde, würdigt der Papst das Leben und Wirken des „Heiligen Ephräm der Syrer“, einem der orthodoxen Kirche zugehörigen Kirchenlehrer. Der Papst erteilt ihm, mit diesem Apostolischen Rundschreiben, den Titel eines katholischen Kirchenlehrers.

## Ursprung des apostolischen Wirkens
Aller Anfang und Ursprung des apostolischen Wirkens liege beim Heiligen Petrus, denn er habe dieses Geschenk von Gott erhalten und an seine Nachfolger übertragen. Durch dieses einmalige Geschenk konnte die Wohltätigkeit und der Glauben bewahrt werden. Viele seiner Nachfolger seien auch im Osten zu apostolischen Autoritäten herangewachsen und als solche gewürdigt worden.

## Über den Heiligen

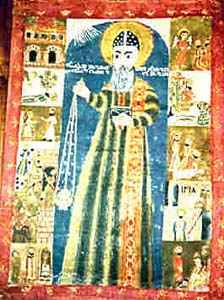
Ephräm-Ikone

Benedikt XV. zeichnet in den weiteren Kapiteln den Lebensweg des Heiligen auf, dabei beschreibt er dessen Werdegang und seine Werke. Er würdigt ihn als einen Kämpfer des Glaubens und erwähnt dessen Arbeit an der Heiligen Schrift. Zu den größten Förderern Ephräms ist der Kirchenlehrer und Heilige Gregor von Nyssa zu zählen. Durch die Schriften zur Bibel, seinen Studien der Liturgie, seinen Predigten und Glaubensaussagen, sei es gebührend gewesen, dass Ephräm, dieser Diakon und Heilige, zum Kirchenlehrer der orthodoxen Kirche ernannt worden sei.  Seine besondere Hinwendung zur Gottesmutter spiegelten sich in seinen Gedichten und Lobliedern wider.

## Ernennung zum katholischen Kirchenlehrer
Das gesamte Wirken des Ephräm, der immer als ein Lehrer der Wahrheit betrachtet wurde, und dessen wissenschaftliche Autorität erhielten nun ihre Anerkennung. Mit Zustimmung von Benedikt XV. und einigen seiner Mitbrüder wurde der Schritt zur Ernennung zum katholischen Kirchenlehrer vorbereitet. Da seine Lieder und Gedichte auch bei den unterschiedlichsten Glaubensgruppen Eingang gefunden hatten, war es nun folgerichtig, ihn als universalen (gesamten) und somit auch zu einem katholischen Kirchenlehrer zu benennen. Sein Festtag wurde auf den 9. Juni festgelegt.